# Sphex mandibularis
Sphex mandibularis är en biart som beskrevs av Cresson 1869. Sphex mandibularis ingår i släktet Sphex och familjen grävsteklar. Inga underarter finns listade i Catalogue of Life.